# Амир Хамза
Тенку Амир Хамза (индон. Amir Hamzah) (28 февраля 1911 — 20 марта 1946) — индонезийский поэт и национальный герой Индонезии.

## Краткая биография
Родился в малайской аристократической семье в султанате Лангкат, располагавшемся на территории современной Северной Суматры (был племянником султана). Рано лишился родителей и воспитывался при дворе султана. Образование получил на Суматре и Яве. Во время обучения в старшей школе в Суракарте, примерно в 1930 году, заинтересовался идеями движения Национального пробуждения и влюбился в свою одноклассницу Илик Сундари. Они оставались близки даже после того, как Амир продолжил учёбу в юридической школе в Батавии (современная Джакарта), и разошлись только в 1937 году, когда он был отозван на Суматру, чтобы жениться на дочери султана и занять должность судьи. Несмотря на недовольство своим браком, был верен жене. После провозглашения Индонезией в 1945 году независимости служил в качестве представителя правительства в Лангкате. В следующем году был убит во время восстания на Восточной Суматре, направленного против аристократии (т.н. социальная революция - зачинщики до сих пор неизвестны), и захоронен в братской могиле в Бинджае. В 1948 г. останки поэта были перезахоронены на кладбище во дворе мечети Азизи в Танджунг-Пуре в 38 км. от Бинджая.

## Творчество
Амир начал писать стихи ещё в подростковом возрасте; хотя эти его работы не датированы, самое раннее стихотворение, как предполагается, было написано в период его первого пребывания на Яве. Под влиянием родной для него малайской культуры и ислама, а также христианства и восточной литературы Амир сочинил 50 стихотворений, 18 произведений лирической прозы, а также множество других работ, в том числе выполнил несколько переводов. В 1932 году стал одним из основателей литературного журнала «en:Poedjangga Baroe». После возвращения на Суматру перестал писать. Большая часть его стихотворений была опубликована в двух сборниках, «Nyanyi Sunyi» (1937) и «Buah Rindu» (1941), сначала в рамках «Poedjangga Baroe», затем в виде отдельных изданий.
В стихотворениях Амира затронуты темы любви и религии, и его поэзия часто отражает глубокий внутренний конфликт. Его стиль, включавший малайскую и яванскую лексику с расширением традиционной структуры индонезийских стихотворений, сформировался из стремления к привнесению в произведения ритма и метра, а также элементов символизма, связанных с конкретными обстоятельствами в произведении. Его ранние работы проникнуты чувством тоски и эротической и идеализированной любви, в то время как для поздних произведений характерно наличие более глубокого религиозного смысла. Из двух его сборников «Nyanyi Sunyi» считается более зрелым. Амир был назван «королём поэтов эпохи „Poedjangga Baroe“» и единственным всемирно известным поэтом из живших в период до Индонезийской национальной революции.